# Франсіско Бру
Франсіско Бру (ісп. Francisco Bru; 12 квітня 1885, Мадрид — 10 червня 1962, Малага) — іспанський футболіст, що грав на позиції захисника. По завершенні ігрової кар'єри — футбольний арбітр та тренер.
Виступав, зокрема, за «Барселону» та «Еспаньйол», а також збірну Каталонії. Перший одноосібний тренер збірної Іспанії, також працював з «Реалом», у складі якого став дворазовим володарем Кубка Іспанії.

## Ігрова кар'єра
У дорослому футболі дебютував 1902 року виступами за команду «Інтернасьйональ», співзасновником якого і був. Коли йому було всього шістнадцять років, він зіграв у товариському турнірі під назвою Medalla de la Federación Gimnástica Española (ісп. Медаль іспанської федерації гімнастики). Він зіграв десять із дванадцяти ігор і забив три голи, його команда закінчила шостою з семи команд. 30 листопада 1902 року Бру дебютував у офіційному змаганні — чемпіонаті Каталонії з футболу, програвши з рахунком 0:6 «Еспаньйолу». Хоча в цьому конкретному матчі він виступав як захисник, він в основному використовувався в клубі як форвард.
Бру виграв з клубом Copa Torino в 1904 році, а через два роки перейшов до «Барселони». Відіграв за каталонський клуб наступні п'ять сезонів своєї ігрової кар'єри і допоміг йому виграти три поспіль чемпіонати Каталонії з 1909 по 1911 рік, а також виграв перший в історії клубу Кубок Іспанії в 1910 році.
1911 року перейшов у інший барселонський клуб «Еспаньйол», у складі якого провів наступні чотири роки своєї кар'єри гравця, вигравши два чемпіонати Каталонії, а 1915 року зіграв у фіналі Кубка Іспанії. Того ж року повернувся до «Барселони», вигравши у наступному сезоні з командою останній для себе чемпіонат Каталонії. Захищав кольори «блаугранас» до припинення виступів на професійному рівні у 1917 році. Всього провів за команду 201 матчі і забив 13 голів.
Під час своєї кар'єри в «Барселоні», Бру щонайменше 5 разів грав за збірну Каталонії, проте, в ті роки статистика велася неточно, тому є ймовірність, що Бру зіграв найбільше матчів у складі збірної.

## Кар'єра арбітра
Після завершення кар'єри футболіста, Бру став працювати футбольним арбітром. Згідно з легендою, перед першою своєю грою як судді Бру увійшов у роздягальню й витягнув пістолет зі своєї сумки. Він вийшов на центр кімнати й поклав зброю на стіл, щоб усі присутні могли його бачити, а потім засунув пістолет у свої шорти. Коли один із гравців запитав Франсіско, навіщо йому зброя, Бру сказав, що хоче гарантії, що гра пройде мирно. Під час своєї суддівської кар'єри, Бру двічі судив фінали кубка Іспанії — у 1916 році, коли «Атлетик Більбао» переміг «Реал Мадрид» з рахунком 4:0, і в 1917 році, коли «Реал» переміг клуб «Аренас». В тому ж 1917 році Бру судив матч збірних Каталонії і Кастилії.

## Кар'єра тренера

### Олімпійські ігри 1920 року

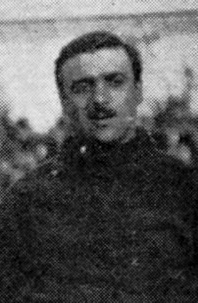
Франсіско Бру на Олімпійських іграх 1920 року.

У 1920 році Бру був призначений до комісії з трьох чоловік, які мали вибрати гравців для участі в збірній Іспанії на Олімпіаді 1920 року, проте згодом Бру став одноосібним тренером національної команди. Він відхилив велику кількість басків, які раніше пропонувалися членами комісії і вибрав гравців самостійно. З Олімпіади Іспанія повернулася зі срібною медаллю. Правда, змагання перетворилося на фарс: збірна Бельгії стала чемпіоном, після того, як інші фіналісти, чехословаки пішли з поля у фінальній грі, в знак протесту проти роботи рефері. Чехословаччину дискваліфікували, а півфіналістам призначили втішний турнір, в якому повинні були визначити срібного та бронзового медалістів, але один з півфіналістів Олімпіади, Франція, вже виїхала з турніру, таким чином в турнірі довелося брати участь усім чвертьфіналістам, в якому і перемогла Іспанія, в результаті чого стала другою.

### Робота з іспанськими клубами та збірною Перу
1924 року став головним тренером команди «Еспаньйол». Тренував барселонський клуб два роки, після чого з 1927 року по сезону тренував клуби «Хувентуд Астуріана» та «Расінг Мадрид».
1930 року керував збірною Перу на історичному першому чемпіонаті світу 1930 року в Уругваї. На турнірі перуанці програли обидва матчі і не вийшли з групи.

### «Реал Мадрид»
1934 року прийняв пропозицію попрацювати у клубі ФК «Мадрид» (більш відомий як «Реал Мадрид», який після встановлення Іспанської республіки втратив додаток «Реал» (ісп. королівський)). З столичним клубом Бру переміг у двох фіналах Кубка Іспанії. У 1934 році з такими зірками тогочасного світового футболу як Рікардо Самора, Хосеп Самітьєр та Хасінто Кінкосес здобув перемогу 2:1 над "Валенсією, " яку тренував тренував Джек Грінвелл, колишній партнер Бру по «Барселоні». У фіналі Кубка 1936 року «Мадрид» вперше зіграв Ель Класіко з «Барселоною». Мадридський клуб переграв каталонців 2:1 на « Местальї» у Валенсії.
Під час іспанської громадянської війни загальноіспанські змагання не проводились і Бру повернувся в Каталонію, яка контролювалась республіканцями, де тренував «Жирону» у Середземноморській лізі.
У 1939 році, після поразки республіканців і встановлення режиму Франко, Бру повернувся в «Реал Мадрид» на друге заклинання як тренер, де працював протягом наступних двох років.

### Завершення кар'єри
1941 року був запрошений керівництвом клубу «Гранада» очолити його команду, з якою пропрацював до 1943 року.
Останнім місцем тренерської роботиБру був клуб «Реал Сарагоса», головним тренером команди якого Франсіско був з 1948 по 1949 рік.
Помер 10 червня 1962 року на 78-му році життя у місті Малага.

## Титули і досягнення

### Як гравця
- Чемпіон Каталонії (6):

«Барселона»: 1908-09, 1909-10, 1910-11, 1915-16
«Еспаньйол»: 1911-12, 1914-15
- Володар Кубка Іспанії (1):

«Барселона»: 1910

### Як тренера
- Володар Кубка Іспанії (2):

«Мадрид»: 1934, 1936
- Срібний олімпійський призер: 1920